# Limnophora cyclocerca
Limnophora cyclocerca är en tvåvingeart som beskrevs av Zhou och Xue 1987. Limnophora cyclocerca ingår i släktet Limnophora och familjen husflugor. Inga underarter finns listade i Catalogue of Life.